# Acanthodelta finita
Acanthodelta finita là một loài bướm đêm trong họ Noctuidae.